# Paisagem Perto das Figueiras
Paisagem Perto das Figueiras (1910) é uma pintura do artista espanhol Salvador Dalí. Este é um dos seus trabalhos mais antigos conhecidos, tendo sido pintado quando ele tinha mais ou menos seis anos de idade.
No começo da carreira de Dali, sua influência primária era derivada do movimento impressionista. Esta pintura é um dos exemplos mais puros do movimento impressionista de Dali. Nos próximos dez anos, ele utilizaria cores muito mais brilhantes e iluminação até 1920, quando
este começou a criar composições cubistas e surrealistas.
Este trabalho foi feito durante o primeiro "Período de Desenvolvimento" de Dali, que durou aproximadamente até 1928 ou 1929. Este período antecede seu surrealismo e, durante este, ele emulou e masterizou estilos diferentes da arte, incluindo as formas Barroca, Clássica, Impressionista e Cubista. Com efeito, o trabalho demonstra o primeiro interesse de Dali pelo impressionismo.
A Paisagem Perto das Figueiras foi pintada em óleo sobre um cartão postal de 14x9cm. O céu foi pintado em pinceladas finas, permitindo que parte do design do cartão postal aparecesse. Hoje, a pintura fazia parte da coleção pessoal do Sr. Albert Field, em Astoria, Queens, Nova Iorque, mas agora é permanentemente parte da coleção do Museu do Salvador Dalí, em São Petersburgo, Florida.